# Museo de Fotografía Contemporánea
El Museo de Fotografía Contemporánea (MoCP, del inglés Museum of Contemporary Photography) es un museo de fotografía fundado en 1976 por el Columbia College Chicago. 
Se considera la institución heredera del Chicago Center for Contemporary Photography, fundado en 1976. Además de exposiciones, realiza seminarios y cursos universitarios de fotografía, y se especializa en la fotografía de autores en el Medio Oeste de Estados Unidos y en la promoción de artistas noveles.
Su colección permanente se inició en 1980 e incluye obra de fotógrafos estadounidenses del siglo XX; entre ellos, Ansel Adams, Harry Callahan, Henri Cartier-Bresson, Julia Margaret Cameron, Walker Evans, Dorothea Lange, Irving Penn, Aaron Siskind y Victor Skrebneski. Dispone de un fondo superior a las 7000 fotografías realizadas con diferentes procedimientos y técnicas.